# ادموند اسپنسر
ادموند اسپنسر (به انگلیسی: Edmund Spenser) (۱۵۵۲ میلادی لندن – ۱۳ ژانویهٔ ۱۵۹۹ لندن) شاعر انگلیسی زبان قرن شانزدهم در دورهٔ الیزابت اول بود که بیشتر برای اثر منظوم بزرگش ملکه پریان (به انگلیسی: The Faerie Qveene) که در ایرلند سروده‌است معروف است.

## زندگی
اسپنسر در حدود سال ۱۵۵۲ میلادی در لندن متولد شد. خانوادهٔ او جزو اشراف انگلستان نبودند ولی زندگی متوسطی داشتند. او پس از اتمام تحصیلاتش در جنگ انگلستان وایرلند شرکت کرد. در انگلستان تحت خدمت کنت لستر به ترجمهٔ آثار فرانچسکو پترارک پرداخت. سپس در سال ۱۵۷۹ دیوان شعری با نام گاهشمار چوپان (به انگلیسی: The Shepheardes Calender) منتشر کرد. در سال ۱۵۷۰ به ایرلند رفت و در آنجا شروع به سرودن منظومهٔ ملکهٔ پریان کرد که تا آخر عمر ادامه داشت. با موفقیت اشعارش به دربار انگلستان راه یافت ولی دوباره به ایرلند بازگشت. با حملهٔ شماری از مردم ایلند به زمین‌های اسپنسر —که در زمان سرکوب شورش‌های ایرلند به او رسیده بود— به لندن بازگشت و در سال ۱۵۹۹ در همان‌جا درگذشت.

## آثار
- ملکهٔ پریان (به انگلیسی: The Faerie Qveene) شامل ۶ کتاب و ۱ بخش پایانی.
- گاهشمار چوپان (به انگلیسی: The Shepheardes Calender)
- شکایت‌ها (به انگلیسی: Complaints) شامل چند منظومه:
  - مخروبه‌های زمان (به انگلیسی: The Ruines of Time)
  - اشک‌های موسی (به انگلیسی: The Teares of the Muses)
  - حشره ویرژیل (به انگلیسی: Virgils Gnat)
  - قصهٔ ننه هوبرد (به انگلیسی: Mother Hubberds Tale)
  - مخروبه‌های روم (به انگلیسی: The Ruines of Rome)
  - سرنوشت پروانه (به انگلیسی: The Fate of the Butterflie)
  - مناظری از بیهودگی جهان (به انگلیسی: Visions of the Worlds Vanitie)
  - وحی بلای (به انگلیسی: The Visions of Bellay)
  - وحی پترارک (به انگلیسی: The Visions of Petrarch)
- دافنائیدا (به انگلیسی: Daphnaida)
- کولین کلاوت به وطن باز می‌گردد (به انگلیسی: Colin Clouts Come Home Againe)
- آستروفل (به انگلیسی: Astrophell)
- نگاهی به وضع کنونی ایرلند (به انگلیسی: A View of the Present State of Ireland (1596))

### نمونه اثر
One day I wrote her name upon the strand,
But came the waves and washed it away.
Again I wrote it with a second hand,
But came the tide, and made my pains his prey.
Vain man, said she, that dost in vain assay.
A mortal thing so to immortalize!
For I myself shall like to this decay;
And eek my name be wiped out likewise.
Not so (quoth I), let baser things devise,
To die in dust, but you shall live by fame.
My verse your virtues rare shall eternize,
And in the heavens write your glorious name.
Where, whenas death shall all the world subdue,
Our love shall live, and later life renew

نام او را بر سنگریزه‌ها نوشتم،
اما موج فرا آمد و نقش را شست.
دگر بار نامش را نقش کردم،
این بار مد، حاصل رنجم را شکار خود کرد.
معشوقه‌ام آواز داد که تلاشی عبث است،
جاودان ساختن نقشی بی‌ثبات،
که من نیز اینچنین فناپذیر باشم و نامم این‌سان زوال گیرد.
گفتم چنین نیست، بگذار که متاع کم ارزش خاک شود،
اما تو به آوازهٔ نامت جاودان باشی
و شعر من نیز خصال نادر تو را جاودان سازد
و نام پر فخر تو را بر افلاک نویسد.
آنگاه که اجل بر جهان چیره شود،
عشق ما جاودان ماند و زندگانی از سر گیرد.